# Dulce (rzeka w Argentynie)
Dulce (hiszp. Río Dulce) – rzeka w północnej Argentynie, w prowincjach Tucumán, Santiago del Estero i Córdoba. Jej długość wynosi 644 km, a jej dorzecze zajmuje powierzchnię 27 tys. km².
Jej źródła znajdują się w Andach, gdzie nosi nazwę Tala, później aż do przyjęcia dopływu Candelaria nosi nazwę Salí. Od miasta Termas de Río Hondo przyjmuje ostatecznie nazwę Dulce. Uchodzi deltą do bezodpływowego jeziora Mar Chiquita.
Wody rzeki Dulce wykorzystywane są do celów energetycznych i nawadniania.
Ważniejsze miasta nad rzeką Dulce to: San Miguel de Tucumán (527,6 tys.), Santiago del Estero (244,7 tys.), La Banda (95,2 tys.), Termas de Río Hondo (27,8 tys.).